# Гордоновские конференции
Гордоновские конференции — международные научно-практические конференции, организованные одноимённой некоммерческой организацией. Тематика конференций охватывает исследования в области биологических, химических, физических наук и связанных с ними технологий. Конференции проводятся с 1931 года, и в настоящее время проводится почти 200 конференций в год. Встречи будут проходить на территории США в Калифорнии, Новой Англии, Техасе и Северной Каролине, а также на международном уровне в Италии, Швейцарии и Китае. Для проведения конференций часто выбираются живописные и изолированные места, чтобы поощрить атмосферу неформального сообщества.
Темы Конференций регулярно публикуются в престижном научном журнале Science: 2010, 2009, 2008, 2007 и 2006
.

## История
Предшественником Гордоновских конференций было проведение летних сессий на факультете химии Университета Джонса Хопкинса в конце 1920-х. В 1931 году это превратилось в семинар выпускников, на котором также присутствовали внешние участники. Гордоновские конференции были инициированы доктором Нейлом Гордоном (англ. Neil E. Gordon) из университета Джонса Хопкинса.
Конференции признаются одними из главных научных конференций в мире, где ведущие исследователи со всего мира обсуждают свою последнюю работу и будущие проблемы в уникально неофициальном, интерактивном формате. Подготовкой и проведением конференций занимается Гордоновский исследовательский центр — некоммерческая организация, действующая под эгидой Американской ассоциации содействия развитию науки.

## Цели конференций
Одной из целей является стремление помочь молодым учёным создать неформальную сеть для обсуждения своих текущих исследований и установлению контактов, которые в будущем помогут им сотрудничать и достигать успеха в научной сфере.
Для этого Гордоновские конференции совместно с Kenan Institute for Engineering, Technology & Science из университета штата Северная Каролина, создали программу Gordon Research Seminar — серию двухдневных встреч, организованных аспирантами и постдокторами при поддержке ведущих учёных, связанных с Гордоновскими конференциями.

## Формат проведения и правила участия
Исследовательские Конференции Гордона поощряют дискуссии и свободный обмен идеями на переднем крае исследований в области биологии, химии и физики. Учёные с общими профессиональными интересами проводят вместе целую неделю интенсивных дискуссий и рассматривают наиболее передовые аспекты в их областях знаний. Эти Конференции предоставляют ценные возможности по распространению информации и идей таким образом, который не может быть достигнут через обычные каналы коммуникаций, такие как публикации и презентации на больших научных конференциях. Каждая Конференция функционирует достаточно автономно и председатель каждой Конференции полностью отвечает за содержание и формат конференции, а также за подбор докладчиков и участников. Основными критериями для участия в Конференции являются научные достижения и желание активно и содержательно принимать участие в дискуссиях. Конференции Гордона принимают участников любого пола, возраста, расы и национальности. Обычно лекции проводятся утром и вечером. Практически все Исследовательские Конференции Гордона начинаются в воскресенье вечером и продолжаются до вечера четверга. Вторая половина дня отведена для неформальных дискуссий, чтения или отдыха, по усмотрению участников. Чтобы поддержать открытое общение, каждый участник Конференции соглашается с тем, что любая информация, представленная на Исследовательской Конференции Гордона — это закрытая информация, не допускающая публичного использования и распространения. Это условие действует в отношении любой информации, будь то формальное выступление, презентация, дискуссия или частный разговор. Запись выступлений любыми способами, фотографирования слайдов, плакатов и печатных материалов запрещено. Научные публикации не должны быть представлены как являющиеся результатом Конференции. Авторов просят исключать упоминание Конференций из любых публикаций. Людям, не являющимися участниками Конференции, не позволяется присутствовать на лекциях и дискуссионных сессиях. Каждый участник Конференции признаёт и соглашается с этими ограничениями, когда проходит регистрацию.

## Конференции по биологии старения
Исследовательская Конференция Гордона по Биологии старения проводится с 1962 года каждые 18 месяцев. На ней представляются исследования в области биохимических, генетических и физиологических механизмов старения и связанных со старением изменений в организме человека и животных. Тематика конференции включает исследования структур и функций, которые характеризуют нормальное старение и исследования неблагоприятных изменений, которые являются факторами риска для возрастных болезней или связаны с ними. Основная цель конференции по старению — увеличить осведомленность о взаимосвязи генетических, функциональных взаимодействий и взаимодействий с внешней средой для определения причин и предотвращения старения. В течение нескольких последних лет в научном мире появилось базовое понимание некоторых механизмов старения в клетках и простейших организмах. В других организмах, таких как не дрожжи и дрозофилы, молекулярно-генетические исследования определили многие из генов, определяющих продолжительность жизни и изменения в экспрессии генов, связанные со старением. У грызунов подтверждены многие биохимические пути, сильно связанные со старением и продолжительностью жизни и проводятся дальнейшие исследования с помощью отключения генов и трансгенных методов. Одно из самых интересных открытий в понимании старения — это открытие эволюционно-сохраненных механизмов, которые контролируют долгожительство, в частности — пути инсулинового и инсулиноподобного фактора роста. Таким образом, эта область науки продолжает расти и развиваться по мере того, как мы достигаем более глубокого понимания универсальных механизмов, применимых к различным биологическим видам. Общая задача конференции — побудить участников критически оценить последние открытия в процессе старения с молекулярного уровня до процессов на уровне всего организма, фокусируясь на разумных подходах к увеличению продолжительности жизни. Также совместно с этой конференцией проводится Исследовательский Семинар Гордона (GRS).